# Campeonato Panamericano de Balonmano Juvenil Femenino de 2005
El IV Campeonato Panamericano de Balonmano Juvenil Femenino se disputó en Brusque, Brasil entre el 6 y el 10 de septiembre de 2005 bajo la organización de la Federación Panamericana de Handball

## Primera fase

### Grupo A
| Equipo      | J | G | E | P | GF | GC | DG  | PTS |
| ----------- | - | - | - | - | -- | -- | --- | --- |
| Brasil      | 3 | 3 | 0 | 0 | 98 | 40 | +58 | 6   |
| Groenlandia | 3 | 2 | 0 | 1 | 69 | 60 | -9  | 4   |
| Chile       | 3 | 1 | 0 | 2 | 47 | 81 | -34 | 2   |
| Paraguay    | 3 | 0 | 0 | 3 | 39 | 72 | -33 | 0   |

#### Resultados
| Fecha     | Hora  | Partido³    | Partido³ | Partido³    | Resultado |
| --------- | ----- | ----------- | -------- | ----------- | --------- |
| 6.09.2005 | 11:00 | Groenlandia | -        | Paraguay    | 22-15     |
| 6.09.2005 | 17:30 | Brasil      | -        | Chile       | 39-11     |
| 7.09.2005 | 14:30 | Chile       | -        | Paraguay    | 20-15     |
| 7.09.2005 | 17:30 | Brasil      | -        | Groenlandia | 29-20     |
| 8.09.2005 | 11:00 | Groenlandia | -        | Chile       | 27-16     |
| 8.09.2005 | 17:30 | Brasil      | -        | Paraguay    | 30-09     |

### Grupo B
| Equipo      | J | G | E | P | GF | GC  | DG  | PTS |
| ----------- | - | - | - | - | -- | --- | --- | --- |
| Argentina   | 3 | 3 | 0 | 0 | 84 | 55  | +29 | 6   |
| Uruguay     | 3 | 2 | 0 | 1 | 92 | 56  | +36 | 4   |
| México      | 3 | 1 | 0 | 2 | 75 | 66  | +9  | 2   |
| Puerto Rico | 3 | 0 | 0 | 3 | 33 | 107 | -74 | 0   |

#### Resultados
| Fecha     | Hora  | Partido³  | Partido³ | Partido³    | Resultado |
| --------- | ----- | --------- | -------- | ----------- | --------- |
| 6.09.2005 | 12:45 | Argentina | -        | Puerto Rico | 36-15     |
| 6.09.2005 | 14:30 | Uruguay   | -        | México      | 33-23     |
| 7.09.2005 | 11:00 | Argentina | -        | México      | 23-21     |
| 7.09.2005 | 12:45 | Uruguay   | -        | Puerto Rico | 40-08     |
| 8.09.2005 | 14:30 | Argentina | -        | Uruguay     | 25-19     |
| 8.09.2005 | 17:30 | México    | -        | Puerto Rico | 31-10     |

### 5º al 8º Puesto
| Fecha     | Hora² | Partido³ | Partido³ | Partido³    | Resultado |
| --------- | ----- | -------- | -------- | ----------- | --------- |
| 9.09.2005 | 14:30 | Chile    | -        | Puerto Rico | 19-12     |
| 9.09.2005 | 15:45 | México   | -        | Paraguay    | 24-22     |

### 7º/8º puesto
| Fecha      | Hora² | Partido¹ | Partido¹ | Partido¹    | Resultado |
| ---------- | ----- | -------- | -------- | ----------- | --------- |
| 10.09.2005 | 12:45 | Paraguay | -        | Puerto Rico | 15-11     |

### 5º/6º puesto
| Fecha      | Hora² | Partido¹ | Partido¹ | Partido¹ | Resultado |
| ---------- | ----- | -------- | -------- | -------- | --------- |
| 10.09.2005 | 15:45 | México   | -        | Chile    | 30-11     |

## Segunda fase

### Semifinales
| Fecha     | Hora² | Partido³  | Partido³ | Partido³    | Resultado |
| --------- | ----- | --------- | -------- | ----------- | --------- |
| 9.09.2005 | 11:00 | Argentina | -        | Groenlandia | 20-12     |
| 9.09.2005 | 19:15 | Brasil    | -        | Uruguay     | 36-17     |

### 3º/4º puesto
| Fecha      | Hora² | Partido¹    | Partido¹ | Partido¹ | Resultado |
| ---------- | ----- | ----------- | -------- | -------- | --------- |
| 10.09.2005 | 09:00 | Groenlandia | -        | Uruguay  | 26-25     |

### Final
| Fecha      | Hora² | Partido¹ | Partido¹ | Partido¹  | Resultado |
| ---------- | ----- | -------- | -------- | --------- | --------- |
| 10.09.2005 | 17:30 | Brasil   | -        | Argentina | 28-20     |

| Brasil           |
| Campeón          |
| Brasil 4° título |

### Clasificación general
| 1. Brasil      |
| 2. Argentina   |
| 3. Groenlandia |
| 4. Uruguay     |
| 5. México      |
| 6. Chile       |
| 7. Paraguay    |
| 8. Puerto Rico |